# Raymond Ier de Pallars-Ribagorce
Pour les articles homonymes, voir Raymond Ier.
Raymond Ier de Pallars et Ribagorce (? - vers 920), comte de Ribagorce et comte de Pallars (872-920).

## Biographie
Fils de Loup de Bigorre et Faquilène de Rouergue, fille de Raymond Ier de Toulouse.
En 872, le comte Raymond prend Ribagorce et Pallars qui deviennent indépendant du comté de Toulouse. En 884, pour consolider son pouvoir, Raymond Ier cherche à établir des alliances avec les chefs de la famille Banu Qasi établie à Huesca et Saragosse. Il entame la reconquête de territoires au sud de Ribagorce et Pallars et construit des fortifications à Leovalles, Castellosu et Lemiñano. Il cherche également à établir une alliance avec le roi de Pampelune. Pour cela, il donne sa sœur Dadildis en mariage à García Jiménez, fondateur de la dynastie royale Jiménez de Pampelune.
Raymond Ier fonde un nouveau diocèse en 888, en détachant un territoire du diocèse existant de l'évêché d'Urgell.
En 905, Raymond Ier prend part avec Alphonse III des Asturies et Ibn Abd Allah ibn Qasi au renversement du roi Fortún Garcés de Pampelune, mettant fin à la dynastie Arista-Iñiguez en faveur de son fils Sanche Ier de Navarre.
En 908, Raymond Ier est attaqué et battu par Muhammad al-Tawil, gouverneur d'Huesca, la vallée de la Isábena. Il perd la ville de Roda, qui ne sera récupérée qu'en 915, avec l'aide du comte Bernard Unifred.
À sa mort, ses domaines furent partagés entre ses enfants: Bernard et Miro reçurent Ribagorce, alors qu'Isarn et Loup héritèrent du comté de Pallars.

## Source
- (es) Cet article est partiellement ou en totalité issu de l’article de Wikipédia en espagnol intitulé « Ramón I de Ribagorza y Pallars » (voir la liste des auteurs).